# Neural Impulse Actuator
De Neural Impulse Actuator (NIA), ontworpen door de OCZ Technology Group, is een toestel dat interactie met een computer toelaat aan de hand van biosignalen, die opgemeten worden via het voorhoofd van de gebruiker.  Het is de eerste commerciële Brain-Computer Interface (BCI) van zijn soort.

## Ontwikkeling
Er wordt al sinds de jaren 70 wetenschappelijk onderzoek gedaan naar de mogelijkheden van Brain-Computer Interfaces. Deze onderzoeken zijn vooral gericht naar de medische sector, omdat de technologie hier van groot nut kan zijn: de gebruiker kan gereedschap hanteren, machines beheren en zelfs, in het geval van een 2-wegs BCI, verloren gevoel (bv. bij amputatie) vervangen.
De NIA is ontwikkeld door OCZ in samenwerking met Brain Actuated Technologies Inc., een bedrijf dat de technologie ontwikkelde voor medische toepassingen. Hun doel was om een BCI te maken die geschikt was voor de commerciële sector. 

## Werking
De gebruiker plaats een hoofdband op het voorhoofd, die verbonden wordt met de NIA. 
De hoofdband bevat drie sensoren die de natuurlijke biosignalen opsporen. Dit zijn elektrische hoeveelheden aan spanning, veldsterkte en stroom, die worden opgewekt door biochemische reacties in het lichaam. 
De NIA detecteert deze hoeveelheden en gaat door middel van signaalanalyse de verschillende ingangen vereenvoudigen in aparte frequentiecomponenten. Deze frequentiecomponenten kunnen dan toegewezen worden aan individuele computer commando's. 
De biosignalen die gegenereerd worden door de hersenen zijn echter niet de enige parameters die men kan opmeten. 
De NIA is eigenlijk een combinatie van een simpele elektro-encefalogram (EEG), een elektro-myogram (EMG) en een elektro-oculogram (EOG), dit wil zeggen dat het in staat is om zowel de spierbewegingen van het gezicht, de bewegingen van de ogen als de hersenactiviteit op te meten.

## Commando's
Er zijn 2 soorten commando's mogelijk: de switch-events en de joysticks
- Switch-event: een alles of niets commando dat geactiveerd wordt als de signaalamplitude boven een bepaalde drempel gaat
- Joystick: een commando dat wordt afgelezen op een vooraf gedefinieerde schaal, waar de "zones" van de signaalsterkte bepaald worden. Er zijn horizontale (hersenactiviteit) als verticale (laterale oogbewegingen) joysticks.

## Leercurve
De NIA wordt niet bediend door rechtstreekse gedachten, maar door specifieke signalen. Dat wil zeggen dat er een hogere leercurve is: de gebruiker zal moeten leren de gewenste signalen te isoleren en controleren, op eenzelfde manier dat hij signalen controleert voor het strekken van zijn arm of het opspannen van zijn triceps. 